# Sulaiman al-Barouni
Sulaiman al-Barouni (n. 1872 – d. 1940) a fost un luptător împotriva ocupației italiene a Libiei dintre 1911 - 1916, și scriitor libian.